# 大王の夢
『大王の夢』（だいおうのゆめ 대왕의 꿈）は、2012年9月8日から2013年6月9日までKBS 1TVで放送された韓国のテレビドラマ。全70話。

## 概要
新羅第29代王・武烈王の波乱万丈な半生を、フィクションを交えて描いた時代劇ドラマ。
日本では、2013年10月からCSのKBSワールドで『大王の夢〜王たちの戦争〜』（だいおうのゆめ～おうたちのせんそう～）という邦題で放送。また、2013年11月5日から2014年2月17日までBS朝日で放送された。

## 登場人物

### 新羅
- 金春秋（キム・チュンチュ）/ 武烈（ムヨル）王： チェ・スジョン / 少年期：チェ・サンウ

新羅第29代王。キム・ヨンチュンとチョンミョンの息子。
ユシンとともに三韓統一の礎を築く。
- 金庾信（キム・ユシン）：キム・ユソク / 少年期：ノ・ヨンハク

新羅の将軍。キム・ソヒョンとマンミョンの息子。伽耶出身。
幼い頃にチュンチュと三韓統一の大志を抱き、二人三脚で統一に邁進する。大将軍（テジャングン）、上大等（サンデドゥン。現在の総理大臣）、大角干（テガッカン）、太大角干（テデガッカン）と位人臣を極めた。
- 金法敏（キム・ボムミン）/ 文武（ムンム）王：イ・ジョンス

新羅第30代王。キム・チュンチュの長男。
チュンチュの悲願であった三韓統一を成し遂げる。
- 徳曼（トンマン）王女 / 善徳（ソンドク）女王：パク・チュミ（交通事故のため途中降板[2]）/ 代役：ホン・ウニ / 少女期：ソン・ジュア

新羅第27代王。チンピョン王の娘。
チンピョン王の遺言により王位を継ぐが、国内ではピダムの専横に苦しみ、国外では女王ということを揶揄されてしまう。
- 僧満（スンマン）王妃：イ・ヨンア / 少女期：キム・ヒョンス

チンピョン王の継妃。
自身の息子を大王にすべく、物語序盤でチュンチュと敵対する。
- 粛訖宗（スクルチョン）：ソ・インソク

マノの夫。マンミョンの父。
上大等を長く務める。栄達と保身のためなら政敵と手を組むことも多い。
- 金龍春（キム・ヨンチュン）：チョン・ドンファン

キム・チュンチュの父。
- 閼川（アルチョン）：イム・ヒョク

ソンドク女王の即位に功績し、上大等となる。のちに野心を抱き、高句麗と内通しそうになるも思い留まり、チュンチュに協力する。
- 金舒玄（キム・ソヒョン）：チェ・イラ

マンミョンの夫。
- 金欽純（キム・フムスン）：

キム・ユシンの弟。
- 真平（チンピョン）王：キム・ハギュン

新羅第26代王。キム・チュンチュの外祖父。
- 思道（サド）太后：チョン・ジェスン

チンピョン王とククパンの祖母。
- 国飯（ククパン）：ホン・イルグォン

葛文王。チンドク女王の父。
- 勝曼（スンマン）王女 / 真徳（チンドク）女王：

新羅第28代王。
- 鼻荊（ピヒョン）：チャン・ドンジク

鬼門（キムン）の首領。キム・ヨンチュンの異母弟。
- ヨンファ：ホン・スア

チンピョン王とスンマン王妃の娘。
- 金文姫（キム・ムニ）/ 文明（ムンミョン）王妃：リナ（天上智喜The Grace）

キム・ユシンの妹。キム・チュンチュの妻。
- 金仁問（キム・インムン）：

キム・チュンチュの次男。
親唐派。百済征伐の副総管になる。唐が主張する『新羅王』に仕立て上げられてしまう。
- 金三光（キム・サムグァン）：

キム・ユシンの長男。
ボムミンの兄的存在。百済と高句麗討伐時にはスパイの役割を担っている。
- 金元述（キム・ウォンスル）：

キム・ユシンの次男。
唐との戦いで敗れたことが原因になり、ユシンから勘当されてしまう。
- 金剛（クムガン）：

貴族。
チュンチュに協力する。のちに上大等になる。
- 吉達（キルタル）：イ・ジョンヨン

鬼門の副首領。
- 天官女（チョングァンニョ）：イ・セヨン

巫女。キム・ユシンの恋人。
- 萬呼（マノ）：チョ・ヤンジャ

スクルチョンの妻。マンミョンの母。
- 金后稷（キム・フジク）：パク・チリョン

貴族。
- 林宗（イムジョン）：ヤン・ジェソン

貴族。
- 萬明（マンミョン）：キム・イェリョン

キム・ソヒョンの妻。
- ホラン：マヤ

鬼門の戦士。
- 虎林（ホリム）：イ・イルチェ

第14代風月主（プンウォルチュ。花郎（ファラン。青年部隊のリーダー）の首長）。
- 乙祭（ウルチェ）：イ・ウソク

貴族。
- 難勝（ナンスン）：キム・ギョンニョン

鬼門の戦士。
- 天明（チョンミョン）：チョ・ギョンスク

キム・ヨンチュンの妻。キム・チュンチュの母。
- マンチュン：ペク・チェジン

鬼門の戦士。
- モチョク：チャン・ジュンニョン

鬼門の戦士。
- シノ：キム・ジニ

鬼門の戦士。ヨンファの育ての母。
- ミョラン：キム・ヒョンジョン

鬼門の戦士。キルタルの妹。
- 毗曇（ピダム）：チェ・チョロ

大耶（テヤ）城の城主。
ソンドク女王の即位に貢献した功績で昇進を重ね、上大等として朝廷を率いて独裁政権を作り上げる。のちに大王即位を目論み、挙兵する。物語中盤でチュンチュと敵対する。
- 廉宗（ヨムジョン）：カン・ジフ

ピダムの側近。
- チャドゥ / 強首（カンス）：キム・テヒョン

新唐派。ヨムジョンの同門。チュンチュからは“カンス先生”と呼ばれている。
- キム・ジンジュ：チェ・ギュファン

兵部令（ピョンブリョン。兵部の首領）。
親唐派の中心人物。物語終盤でユシン、ボムミンと対立する。

### 百済
- 武（ム）王：パク・チョロ

百済第30代王。
- 義慈（ウィジャ）王：イ・ジヌ

百済第31代王。百済最後の王。
太子（テジャ。王位継承者）の頃は " 海東の曾子 " と賞された人物であったが、即位後は慢心し、恐怖政治を敷く。
- 扶余隆（プヨ・ユン）：コン・ジョンファン

ウィジャ王の息子。
太子だったが、直言をウィジャ王に疎まれ、廃位されてしまう。
- 扶余泰（プヨ・テ）：ホ・ジョンミン

ウィジャ王の息子。
- 扶余孝（プヨ・ヒョ）：キム・ミンギ

ウィジャ王の息子。
ユンの廃位後に太子となる。
- 扶余豊（プヨ・プン）：チャン・テソン

ウィジャ王の息子。
- 階伯（ケベク）：チェ・ジェソン

百済の将軍。達率（タルソル）。
- 興首（フンス）：イム・ビョンギ

佐平（チャピョン。大臣）。
- 成忠（ソンチュン）：キム・ウォンベ

佐平。
慢心したウィジャ王に諫言を続けて怒りを買い、官職を剥奪されたのちに獄中で死亡してしまう。
- 福信（ボクシン）：キム・ヨンギ（朝鮮語版）

百済の将軍。
百済滅亡後、復興のためにレジスタンス活動を率いる。
- サンヨン：ウォン・ソギョン

佐平。奸臣。
新羅と内通している。
- チュンサン：キム・ヨンホン

佐平。
新羅に投降する。
- ファシ：ホン・ジニョン

刺客。密偵。
ケベクの死後、ソ・ジョンパンの暗殺を試みるが、返り討ちに遭ってしまう。

### 高句麗
- 宝蔵（ポジャン）王：

高句麗第28代王。高句麗最後の王。
ヨン・ゲソムンの傀儡。高句麗滅亡後、唐に連行され人質になり、同地で死去する。
- 淵蓋蘇文（ヨン・ゲソムン）：チェ・ドンジュン

高句麗の莫離支（マンニジ）。

### 唐
- 太宗（テジョン）：ユン・スンウォン

唐第2代皇帝。
新羅に好意的であり、羅唐同盟を結ぶも崩御してしまう。
- 高宗（ゴジョン）：ソ・ドンス

唐第3代皇帝。
朝鮮半島を支配したいという野心を抱き、軍事行動を起こす。
- 蘇定方（ソ・ジョンパン）：チョン・フンチェ

百済征伐の都総管（総司令官）。兵法に詳しい百戦錬磨の将軍。
- 董宝亮（トン・ポリャン）：パン・ヒョンジュ

ソ・ジョンパンの側近。
- 劉仁願（ユ・インウォン）：ソン・ドンヒョク

ソ・ジョンパンの側近。
ソ・ジョンパンが唐に戻ったあと、泗沘（サビ）城を守る。
- 王文度（ワン・ムンド）：ファン・チョヌ

熊津都督。
赴任してすぐにユシンに射殺されてしまう。
- 劉仁軌（ユ・イングェ）：キム・ヨンソン

熊津都督。ワン・ムンドの後任。
- 孫仁師（ソン・インサ）：チェ・ナッキ

右威衛将軍。
- 李世勣（イ・セジョク）：ハン・テイル

高句麗討伐の大総管。凌煙閣二十四功臣に名を連ねる老将軍。
" 英国公 " に封じられたことから、朝鮮では " 英公 " と呼ばれている。

### 倭国（大和朝廷）
- 皇極天皇：キム・ミンギョン

第35代天皇。女性天皇。中大兄皇子と大海人皇子の母。のちの第37代天皇・斉明天皇（重祚）。
- 中大兄皇子：アン・ホンジン

皇子。皇太子。皇極天皇の息子。
のちの第38代天皇・天智天皇。中臣鎌足とともに乙巳の変（大化の改新）を起こす。
- 中臣鎌足：ノ・スンジン

中大兄皇子の側近。
- 蘇我入鹿：チョン・ジンガク

大臣。豪族。大和朝廷の有力者。
乙巳の変で中大兄皇子に殺されてしまう。これが蘇我氏凋落のきっかけとなる。
- 軽皇子 / 孝徳天皇：

第36代天皇。皇極天皇の弟。大海人皇子の叔父。
- 大海人皇子：

皇極天皇の息子。中大兄皇子の弟。
のちの第40代天皇・天武天皇。